# Campeonato Mundial de Atletismo Júnior de 2012 - Salto em distância masculino
A prova do salto em distância masculino do Campeonato Mundial de Atletismo Júnior de 2012 ocorreu entre os dias 10 e 11 de julho em Barcelona, na Espanha. 

## Recordes
Antes desta competição, os recordes mundiais e do campeonato nesta prova eram os seguintes:
|     | Nome             | Nacionalidade  | Distância | Local      | Data                |
| --- | ---------------- | -------------- | --------- | ---------- | ------------------- |
| WJR | Sergey Morgunov  | Rússia         | 8.35 m    | Cheboksary | 20 de junho de 2012 |
| CR  | James Stallworth | Estados Unidos | 8.20 m    | Plovdiv    | 9 de agosto de 1990 |

## Medalhistas
| Ouro                  | Prata                    | Bronze               |
| Sergey Morgunov (RUS) | Andreas Trajkovski (DEN) | Jarrion Lawson (USA) |

## Cronograma
Todos os horários são locais (UTC+1).
| Data        | Hora  | Evento       |
| ----------- | ----- | ------------ |
| 10 de julho | 19:10 | Qualificação |
| 11 de julho | 20:20 | Final        |

## Resultados

### Qualificação
Qualificação: 7,70 m (Q) ou pelo menos melhor 12 qualificado (q) 
| Posição | Grupo | Atleta                | Nacionalidade  | Tentativas | Tentativas | Tentativas | Resultados | Notas |
| Posição | Grupo | Atleta                | Nacionalidade  | 1          | 2          | 3          | Resultados | Notas |
| ------- | ----- | --------------------- | -------------- | ---------- | ---------- | ---------- | ---------- | ----- |
| 1       | B     | Sergey Morgunov       | Rússia         | X          | 8.01       |            | 8.01       | Q     |
| 2       | A     | Stephan Hartmann      | Alemanha       | 7.59       | 7.74       |            | 7.74       | Q     |
| 3       | B     | Guy-Elphège Anouman   | França         | X          | 7.73       |            | 7.73       | Q     |
| 4       | A     | Andreas Trajkovski    | Dinamarca      | 7.72       |            |            | 7.72       | Q     |
| 5       | A     | Dairis Rincs          | Letónia        | 7.67       | 7.33       |            | 7.67       | q     |
| 6       | A     | Qing Lin              | China          | X          | 7.36       | 7.64       | 7.64       | q     |
| 7       | A     | Elliot Safo           | Reino Unido    | X          | 7.62       | X          | 7.62       | q     |
| 8       | A     | Jarrion Lawson        | Estados Unidos | 7.27       | X          | 7.58       | 7.58       | q     |
| 9       | B     | Toros Pilikoglu       | Turquia        | 7.57       | X          | 7.29       | 7.57       | q     |
| 10      | B     | Frederik Thomsen      | Dinamarca      | 7.39       | X          | 7.55       | 7.55       | q     |
| 11      | A     | Tiago da Silva        | Brasil         | 7.33       | 7.50       | 7.54       | 7.54       | q     |
| 12      | B     | Haibing Huang         | China          | 7.54       | X          | 7.44       | 7.54       | q     |
| 13      | A     | Sergio Acera          | Espanha        | 7.48       | X          | 7.24       | 7.48       |       |
| 14      | B     | Jarrett Samuels       | Estados Unidos | 7.45       | X          | 7.32       | 7.45       |       |
| 15      | A     | Harrison Muller       | França         | 7.39       | 7.05       | X          | 7.39       |       |
| 16      | A     | Prem Kumar Kumaravel  | Índia          | 7.09       | 7.27       | 7.38       | 7.38       |       |
| 17      | B     | Asahi Iida            | Japão          | X          | X          | 7.38       | 7.38       |       |
| 18      | B     | Gor Nerkararyan       | Armênia        | 7.34       | X          | 7.30       | 7.34       |       |
| 19      | A     | Manuel Leitner        | Áustria        | 7.04       | 7.26       | X          | 7.26       |       |
| 20      | B     | Higor Alves           | Brasil         | X          | X          | 7.26       | 7.26       |       |
| 21      | A     | Johan Taléus          | Suécia         | 7.24       | 7.13       | 5.39       | 7.24       |       |
| 22      | B     | Isaac Agyekum Nkansah | Gana           | 7.04       | 7.22       | 7.13       | 7.22       |       |
| 23      | B     | Duwayne Boer          | África do Sul  | 6.43       | 5.36       | 7.22       | 7.22       |       |
| 24      | B     | Radek Juška           | Chéquia        | 6.46       | 7.11       | X          | 7.11       |       |
| –       | A     | Hiroaki Yonezawa      | Japão          | X          | X          | X          | NM         |       |
| –       | A     | Mpho Maphuta          | África do Sul  | X          | X          |            | NM         |       |
| –       | B     | Izmir Smajlaj         | Albânia        | X          |            |            | NM         |       |
| –       | B     | Babajide Okujala      | Nigéria        | –          | –          | –          | DNS        |       |

### Final
A prova final foi realizada no dia 11 de julho ás 20:20. 
| Posição           | Atleta              | Nacionalidade  | Tentativas | Tentativas | Tentativas | Tentativas | Tentativas | Tentativas | Resultados | Notas |
| Posição           | Atleta              | Nacionalidade  | 1          | 2          | 3          | 4          | 5          | 6          | Resultados | Notas |
| ----------------- | ------------------- | -------------- | ---------- | ---------- | ---------- | ---------- | ---------- | ---------- | ---------- | ----- |
| Medalha de ouro   | Sergey Morgunov     | Rússia         | 8.09       | X          | X          | X          | X          | 7.93       | 8.09       |       |
| Medalha de prata  | Andreas Trajkovski  | Dinamarca      | 7.53       | 7.56       | X          | 7.48       | 7.44       | 7.82       | 7.82       | NJR   |
| Medalha de bronze | Jarrion Lawson      | Estados Unidos | 7.41       | X          | X          | 7.64       | X          | 7.61       | 7.64       |       |
| 4                 | Haibing Huang       | China          | 7.16       | 7.53       | 7.64       | X          | 7.48       | 7.42       | 7.64       |       |
| 5                 | Stephan Hartmann    | Alemanha       | 7.28       | 7.33       | 7.52       | 7.47       | 7.54       | X          | 7.54       |       |
| 6                 | Elliot Safo         | Reino Unido    | 7.51       | 7.43       | X          | 5.21       |            |            | 7.51       |       |
| 7                 | Qing Lin            | China          | 7.41       | X          | 7.46       | 7.49       | X          | 7.47       | 7.49       |       |
| 8                 | Frederik Thomsen    | Dinamarca      | 5.81       | 7.20       | 7.36       | 7.08       | 7.12       | X          | 7.36       |       |
| 9                 | Dairis Rincs        | Letónia        | 7.16       | 7.31       | 6.91       |            |            |            | 7.31       |       |
| 10                | Tiago da Silva      | Brasil         | 7.29       | 7.10       | 7.29       |            |            |            | 7.29       |       |
| 11                | Guy-Elphège Anouman | França         | 7.27       | 7.27       | 7.19       |            |            |            | 7.27       |       |
| 12                | Toros Pilikoglu     | Turquia        | 7.15       | 7.03       | 6.71       |            |            |            | 7.15       |       |

Legenda
| Recorde mundial       | Recorde mundial (World record)               |                       | Recorde africano                      | Recorde africano (African) |                                           | Q | Classificado por posição (Qualified) |
| Recorde do campeonato | Recorde do campeonato (Championship record)  | Recorde da América    | Recorde da América (Americas)         | q                          | Classificado por melhor tempo (Qualified) |   |                                      |
| Melhor marca do ano   | Melhor marca do ano (World leading)          | Recorde asiático      | Recorde asiático (Asian)              | DNS                        | Não largou (Did not start)                |   |                                      |
| Recorde nacional      | Recorde nacional (National record)           | Recorde europeu       | Recorde europeu (European)            | DNF                        | Não terminou (Did not finish)             |   |                                      |
| Recorde pessoal       | Recorde pessoal do atleta (Personal best)    | Recorde da Oceania    | Recorde da Oceania (Oceania)          | DSQ / DQ                   | Desclassificado (Disqualified)            |   |                                      |
| Recorde da temporada  | Recorde da temporada do atleta (Season best) | Recorde sul-americano | Recorde sul-americano (South America) | NM                         | Sem marca (No mark)                       |   |                                      |